# Jason Caffey
Jason Andre Caffey (Tuscaloosa, 12 giugno 1973) è un ex cestista statunitense, professionista nella NBA.

## Carriera
È stato selezionato dai Chicago Bulls al primo giro del Draft NBA 1995 (20ª scelta assoluta).

## Statistiche
| † | Denota le stagioni in cui ha vinto il titolo |

### NCAA
| Anno      | Squadra            | PG  | PT | MP   | TC%  | 3P%  | TL%  | RP  | AP  | PRP | SP  | PP   |
| --------- | ------------------ | --- | -- | ---- | ---- | ---- | ---- | --- | --- | --- | --- | ---- |
| 1991-1992 | Alabama Crim. Tide | 30  | -  | 11,0 | 42,5 | 0,0  | 33,3 | 2,2 | 0,3 | 0,1 | 0,4 | 2,4  |
| 1992-1993 | Alabama Crim. Tide | 29  | -  | 29,2 | 51,8 | 27,3 | 61,5 | 8,7 | 1,3 | 0,9 | 0,7 | 14,5 |
| 1993-1994 | Alabama Crim. Tide | 29  | -  | 27,0 | 52,0 | 50,0 | 62,9 | 6,3 | 0,7 | 0,6 | 0,6 | 12,8 |
| 1994-1995 | Alabama Crim. Tide | 31  | -  | 30,1 | 50,9 | 0,0  | 54,5 | 8,0 | 1,6 | 0,6 | 0,5 | 12,1 |
| Carriera  | Carriera           | 119 | -  | 24,3 | 50,9 | 22,2 | 57,8 | 6,3 | 1,0 | 0,6 | 0,6 | 10,4 |

### NBA

#### Regular season
| Anno       | Squadra         | PG  | PT  | MP   | TC%  | 3P% | TL%  | RP  | AP  | PRP | SP  | PP   |
| ---------- | --------------- | --- | --- | ---- | ---- | --- | ---- | --- | --- | --- | --- | ---- |
| 1995-1996† | Chicago Bulls   | 57  | 0   | 9,6  | 43,8 | 0,0 | 58,8 | 1,9 | 0,4 | 0,2 | 0,1 | 3,2  |
| 1996-1997† | Chicago Bulls   | 75  | 19  | 18,7 | 53,2 | 0,0 | 65,9 | 4,0 | 1,2 | 0,3 | 0,1 | 7,3  |
| 1997-1998  | Chicago Bulls   | 51  | 8   | 13,9 | 50,3 | 0,0 | 66,0 | 3,4 | 0,7 | 0,3 | 0,3 | 5,3  |
| 1997-1998  | G.S. Warriors   | 29  | 6   | 24,6 | 47,2 | 0,0 | 64,9 | 5,9 | 1,1 | 0,4 | 0,1 | 10,9 |
| 1998-1999  | G.S. Warriors   | 35  | 32  | 25,0 | 44,4 | 0,0 | 63,3 | 5,9 | 0,5 | 0,7 | 0,3 | 8,8  |
| 1999-2000  | G.S. Warriors   | 71  | 56  | 30,4 | 47,9 | 0,0 | 59,7 | 6,8 | 1,7 | 0,9 | 0,3 | 12,0 |
| 2000-2001  | Milwaukee Bucks | 70  | 33  | 20,9 | 48,8 | -   | 67,3 | 5,0 | 0,8 | 0,5 | 0,4 | 7,1  |
| 2001-2002  | Milwaukee Bucks | 23  | 0   | 12,3 | 50,0 | 0,0 | 62,8 | 2,2 | 0,5 | 0,2 | 0,2 | 4,3  |
| 2002-2003  | Milwaukee Bucks | 51  | 16  | 17,5 | 45,6 | -   | 65,1 | 3,5 | 0,7 | 0,4 | 0,3 | 5,8  |
| Carriera   | Carriera        | 462 | 170 | 19,6 | 48,1 | 0,0 | 63,7 | 4,4 | 0,9 | 0,5 | 0,2 | 7,3  |

#### Play-off
| Anno     | Squadra         | PG | PT | MP   | TC%  | 3P% | TL%  | RP  | AP  | PRP | SP  | PP  |
| -------- | --------------- | -- | -- | ---- | ---- | --- | ---- | --- | --- | --- | --- | --- |
| 1997†    | Chicago Bulls   | 17 | 5  | 9,8  | 45,5 | -   | 78,6 | 2,5 | 0,9 | 0,2 | 0,2 | 2,4 |
| 2001     | Milwaukee Bucks | 18 | 0  | 16,5 | 38,1 | -   | 64,5 | 4,1 | 0,8 | 0,2 | 0,3 | 3,8 |
| Carriera | Carriera        | 35 | 5  | 13,3 | 40,6 | -   | 68,9 | 3,3 | 0,8 | 0,2 | 0,2 | 3,1 |

#### Massimi in carriera
- Massimo di punti: 28 vs Phoenix Suns (13 aprile 1998)[1]
- Massimo di rimbalzi: 16 (3 volte)
- Massimo di assist: 6 vs Houston Rockets (27 gennaio 2000)
- Massimo di palle rubate: 3 (7 volte)
- Massimo di stoppate: 3 vs Cleveland Cavaliers (6 gennaio 2003)
- Massimo di minuti giocati: 46 vs Los Angeles Lakers (5 aprile 2000)

## Palmarès
- Campionato NBA: 2

Chicago Bulls: 1996, 1997